# 2-Benzyl-4-chlorphenol
2-Benzyl-4-chlorphenol ist eine chemische Verbindung aus der Gruppe der Phenole.

## Gewinnung und Darstellung
2-Benzyl-4-chlorphenol kann durch Umsetzung von Natrium- oder Kaliumphenoxid mit Benzylchlorid, gefolgt von Chlorierung des resultierenden o-Benzylphenols oder durch Reaktion von p-Chlorphenol mit Benzylchlorid dargestellt werden.

## Eigenschaften
2-Benzyl-4-chlorphenol ist ein brennbarer, schwer entzündbarer, farbloser bis gelblicher Feststoff mit phenolartigem Geruch, der sehr schwer löslich in Wasser ist.

## Verwendung
2-Benzyl-4-chlorphenol wird als Desinfektionsmittel, Herbizid und Fungizid verwendet.